# Guy de Dammartin

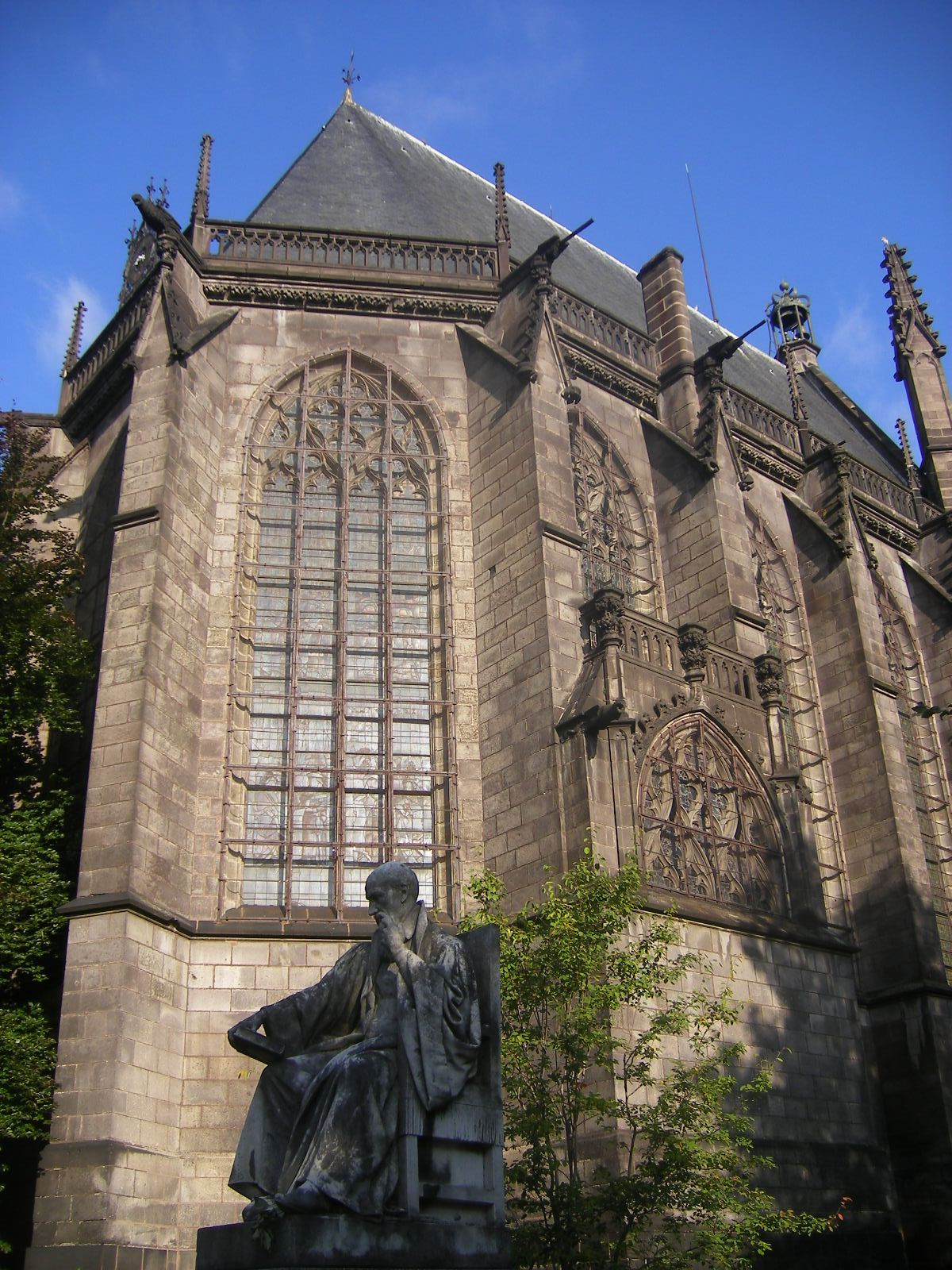
La Sainte-Chapelle de Riom

Guy de Dammartin ou Guyot de Dammartin (parfois écrit Dampmartin), connu dès 1365 à Paris et mort à Poitiers en 1404, était un sculpteur et un architecte français.

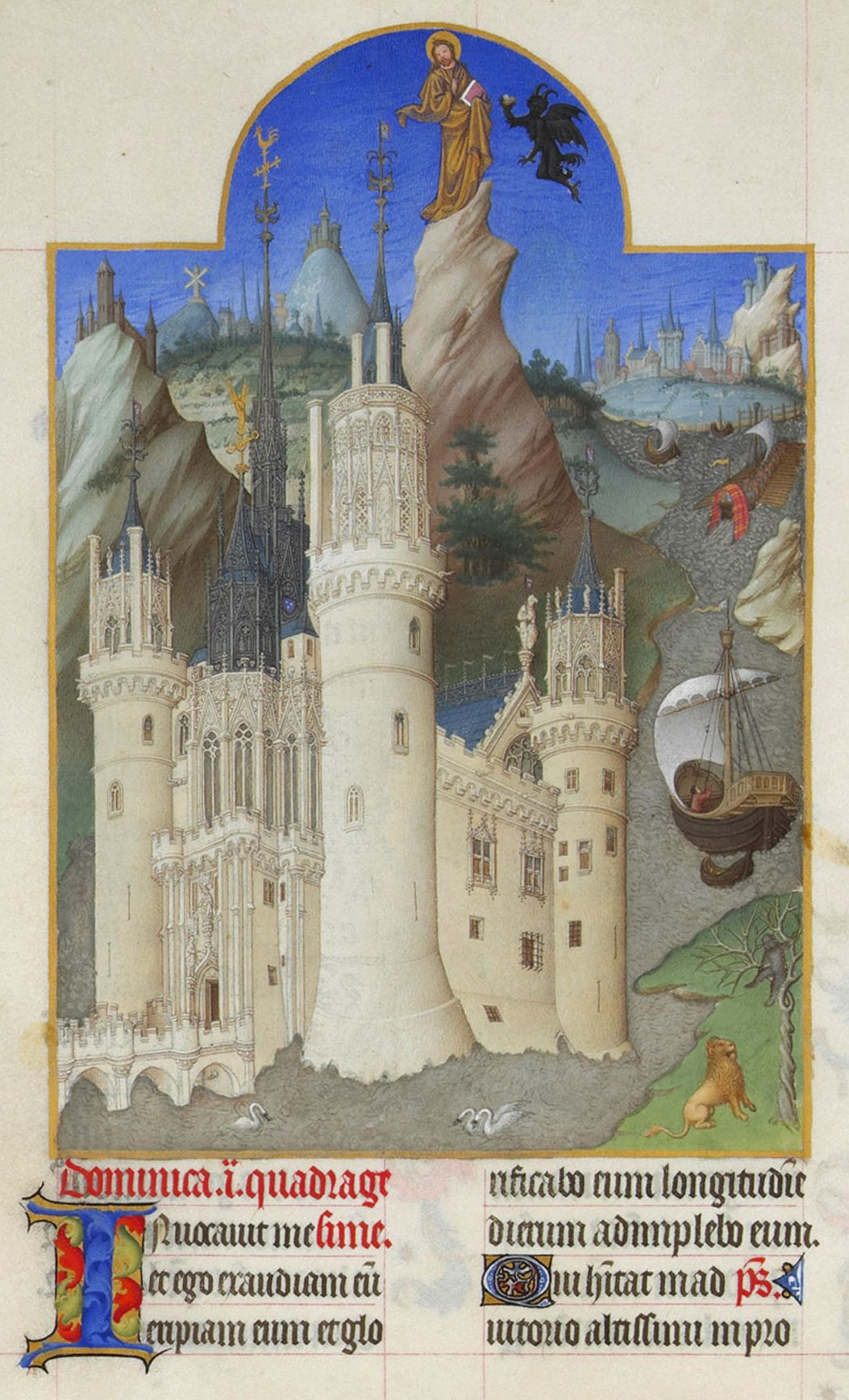
Le château de Mehun dans Les Très Riches Heures du duc de Berry, musée Condé, Chantilly, ms.65, f.161v, vers 1410-1416

Il était probablement le frère aîné de Drouet de Dammartin.

## Biographie
Il apparaît dans les registres de la Chambre des Comptes du roi en 1365 pour les travaux de sculpture de la Grande Vis du château du Louvre pour laquelle il sculpte les statues des ducs de Berry et de Bourgogne et le décor de la Grande Vis avec Jean de Saint-Romain sous les ordres de Raymond du Temple.
Il devient ensuite maître général des œuvres de Jean de France, comte de Poitiers, duc d'Auvergne, duc de Berry, frère du roi Charles V et de Philippe le Hardi, duc de Bourgogne, pour lequel il sut traduire dans des ouvrages étonnants son goût du luxe et de la nouveauté.

## Réalisations pour Jean de Berry
Guy de Dammartin conçoit, dirige ou supervise toutes les constructions des ducs : 
- À partir de 1367, il réalise les aménagements étonnants du château de Mehun-sur-Yèvre dont le décor est sculpté par les ateliers d'André Beauneveu et de Jean de Cambrai[1],
- En 1374, il restaure le château de Lusignan,
- Il entreprend entre 1382 et 1388 le palais de Bourges avec sa Sainte-Chapelle qui devait servir de chapelle funéraire du duc,
- En 1384 et 1388 il intervient au château de Nonette,
- Entre 1385 et 1390, il est à Poitiers où il réalise la grosse horloge, puis l'embellissement du palais des comtes de Poitou à Poitiers, avec, en 1388, la grande salle[2]de l'actuel palais de justice et la tour Maubergeon,
- Il donne vers 1380 les plans de la Sainte-Chapelle de Riom[3] (les comptes mentionnent la livraison des sculptures du portail en 1384) qui ne fut effectivement construite qu'à partir de janvier 1396 (début du terrassement des fondations) après la réalisation du palais. Ils ont dû être terminés vers 1403. La Sainte-Chapelle de Riom est une des références de l'architecture gothique flamboyante en France.
- Vers 1390, il modifie la façade occidentale de la cathédrale Saint-Étienne de Bourges en réalisant le "grand Housteau" pour lequel le duc de Berry offre la verrière[4].

Pour les deux Saintes-Chapelles, il a dû s'inspirer de la Sainte-Chapelle de Vincennes conçue par Raymond du Temple pour lequel il avait travaillé à la Grande Vis du Louvre. La Sainte-Chapelle de Riom, chapelle du palais des ducs d'Auvergne, définit un style qui va être repris pendant un siècle.